# Burton Richter

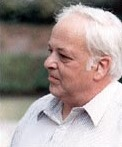
Burton Richter

Burton Richter (* 22. März 1931 in New York City, New York; † 18. Juli 2018 in Palo Alto, Kalifornien) war ein US-amerikanischer Physiker und Nobelpreisträger. Er war sowohl in der Elementarteilchen- als auch in der Beschleunigerphysik aktiv.

## Leben
Burton Richter studierte ab 1948 Physik am Massachusetts Institute of Technology (Bachelor-Abschluss 1952), unter anderem bei Francis Bitter im Magnetismuslabor. Er wechselte aber bald zur Teilchenphysik und promovierte 1956 bei L. S. Osborne über Photoproduktion von Pionen an Protonen. Ab 1956 war er am HEPL (High Energy Physics Laboratory) in Stanford. 1957 testete er mit Experimenten an der Stanford University die Gültigkeit der Quantenelektrodynamik (QED) bis zu Abständen von {\displaystyle 10^{-15}\,{\mathrm {m} }}. Bald darauf konstruierte er im Team von Gerard Kitchen O’Neill die ersten Elektroncollider am HEPL. Damit konnten sie 1965 die Tests der Gültigkeitsgrenze der QED noch einmal auf zehnmal kleinere Abstände erweitern. Gleichzeitig war er auf Einladung von Wolfgang Panofsky ab 1963 am SLAC an der Planung eines Elektron-Positron-Speicherrings, des späteren SPEAR (Stanford Positron-Electron Accelerator Ring) wesentlich beteiligt und entwickelte dazu auch verschiedene Detektoren. 1970 begann der Bau von SPEAR und 1973 erfolgten die ersten Experimente (nach nur 27 Monaten bei Kosten von 6 Millionen Dollar). 1960 wurde er Assistant Professor, 1963 Associate Professor und 1967 Professor in Stanford.
Richter erhielt 1976 zusammen mit Samuel C. C. Ting den Physik-Nobelpreis „für führende Leistungen bei der Entdeckung eines schweren Elementarteilchens neuer Art“, eines gebundenen Zustands des Charm-Quark mit seinem Antiteilchen (J/ψ-Meson), womit ihnen 1974 ein direkter Nachweis des Charm-Quarks gelang (November Revolution). Die Entdeckung gelang am 10. November 1974, einem Sonntag, und gleich am nächsten Tag informierte er Samuel Ting vom Brookhaven National Laboratory, der ihm mitteilte, dass ihm unabhängig dieselbe Entdeckung gelungen war. Richter nannte es ψ, Ting J, später wurde es J/ψ genannt. Das Experiment bestätigte auch den GIM-Mechanismus und war eine große Unterstützung für das Standardmodell.
Während eines Aufenthalts am CERN 1975/76, bei dem er am Protonen-Speicherring ISR experimentierte, unternahm er Skalierungsstudien für Elektron-Positron-Speicherringe, die als Vorstufe zum Large Electron-Positron Collider am CERN der 1980er Jahre dienten.
Von 1982 bis 1984 war er Technischer Direktor am SLAC und danach bis 1999 Direktor. In dieser Zeit unterstützte er auch den Bau einer Synchrotronstrahlungsquelle, der Stanford Synchrotron Radiation Lightsource (SSRL) (Leitung Arthur Bienenstock), die zum Beispiel für die Festkörperphysik benutzt wurde. Zwar kam es zeitweise zu Konflikten über die Nutzungszeiten des Speicherrings des SLAC (mit Richter auf der Seite der Elementarteilchenphysiker), was sich aber nach der Fusion 1992 von SLAC und SSRL legte. Er beaufsichtigte den Bau des Stanford Linear Collider und entwickelte in den 1990er Jahren die Pläne für die weitere Entwicklung des SLAC einschließlich der Linac Coherent Light Source.
Später befasste er sich mit Energiefragen und Klimawandel und veröffentlichte darüber 2010 ein Buch. Darin sprach er sich auch für die Nutzung der Kernenergie aus. Richter war im Beratungsgremium für Kernenergie des DOE und stand von 2000 bis 2013 dem Unterkomitee für Brennstoffkreislauf vor. Er war Mitglied im ersten US-amerikanischen PCAST Review Panel für die Beurteilung des Klimawandels. Richter war ein einflussreicher Wissenschaftsberater in Washington. Mit dem Präsidenten der American Physical Society erreichte er, dass im Department of Energy der Posten eines Unterstaatssekretärs für Naturwissenschaft eingerichtet wurde (davor gab es nur den für Energie), und 2008 beriet er die Obama-Regierung bei der Identifizierung von Wissenschaftsprojekten, die unmittelbar mit einem Budget von 20 Milliarden Dollar im Rahmen des Wirtschaftsbelebungsprogramms nach der Finanzkrise gefördert wurden.
1977 wurde er in die National Academy of Sciences, 1989 in die American Academy of Arts and Sciences und 2003 in die American Philosophical Society gewählt und er war Mitglied der American Association for the Advancement of Science. 1994 war er Präsident der American Physical Society. Er erhielt die National Medal of Science (2014), den Ernest-Orlando-Lawrence-Preis (1976) und den Enrico-Fermi-Preis des DOE (2012). Für seine Verdienste bei Fragen von Energie und Klimawandel erhielt er 2007 den AAAS Philip Hauge Abelson Prize der American Association for the Advancement of Science.
Er war seit 1960 mit Laurose Richter verheiratet und hatte einen Sohn und eine Tochter.

## Schriften (Auswahl)
- Beyond Smoke and Mirrors. Climate Change and Energy in the 21st Century. Cambridge University Press, 2010 (eingeschränkte Vorschau in der Google-Buchsuche).